# مارک پتون
مارک پتون (انگلیسی: Mark Patton؛ زادهٔ ۲۲ سپتامبر ۱۹۶۴ ‏(۶۰ سال)) یک هنرپیشه اهل ایالات متحده آمریکا است. از فیلم‌هایی که او در آن بازی کرده‌است، می‌توان به به ۵ و سکه ۱۰ سنتی برگرد اشاره کرد.